# 安德雷斯貝略市 (塔奇拉州)

安德雷斯貝略市（西班牙語：Municipio Andrés Bello），是委內瑞拉的一個市，位於該國西南部塔奇拉州，首府設於科德羅，面積102平方公里，海拔高度1,149米，2011年人口20,358，人口密度每平方公里199.59人。